# نادي إلتشي
نادي إلتشي (بلنسية: Elx Club de Futbol، S.A.D)، نادي كرة قدم إسباني مقره في إلتش في مقاطعة اليكانتي، منطقة بلنسية. تأسس النادي عام 1923، وينافس في الدوري الأسباني حيث يلعب مباريات على أرضه في ملعب مانويل مارتينيز فاليرو بسعة 33،732 مقعدًا.
تأسس إلتشي عام 1923 نتيجة اندماج جميع أندية المدينة، ودخل نظام الدوري في عام 1929، ووصل إلى الدوري الإسباني الدرجة الثانية عام 1934 والدوري الإسباني في عام 1959، وحصل على المركز الخامس في البطولة الأخيرة في 1963-1964. احتل النادي المركز الثاني في بطولة كأس الملك في عام 1969. أصبح إلتشي النادي الأول والوحيد في تاريخ الدوري الأسباني الذي هبط بسبب الديون الضريبية غير المسددة في موسم 2014-2015. لكنه عاد إلى الدوري الإسباني في 2020-21 بعد ترقيته إلى دوري الدرجة الثانية الإسباني، ثم إلى الدوري الإسباني في ثلاثة مواسم فقط.

## الإنجازات
- الدوري الإسباني الدرجة الثانية: البطل (مرتين) في موسمي 1958–59 و2012–13.
- كأس الملك: الوصيف (مرة واحدة) في موسم 1969

## الفريق

### التشكيلة الحالية
آخر تحديث 17 فبراير 2023.
ملاحظة: تشير الأعلام إلى المنتخب الوطني على النحو المحدد في قواعد الأهلية للفيفا. قد يحمل اللاعبون أكثر من جنسية واحدة غير تابعة للفيفا.
| الرقم | البلد     | المركز | اللاعب              |
| ----- | --------- | ------ | ------------------- |
| 1     | الأرجنتين | حارس   | آكسيل فيرنير        |
| 2     | الأرجنتين | مدافع  | Lautaro Blanco      |
| 3     | تشيلي     | مدافع  | إنزو روكو           |
| 4     | إسبانيا   | مدافع  | دييغو غونزاليس      |
| 5     | إسبانيا   | مدافع  | غونزالو كايسيدو (c) |
| 6     | إسبانيا   | مدافع  | بيدرو بيغاس         |
| 7     | الأرجنتين | مدافع  | ليساندرو ماجالان    |
| 8     | إسبانيا   | وسط    | راؤول غوتي          |
| 9     | الأرجنتين | مهاجم  | لوكاس بويه          |
| 10    | إسبانيا   | مهاجم  | بيري ميلا           |
| 11    | إسبانيا   | وسط    | تيتي مورينتي        |
| 12    | السنغال   | وسط    | بابي شيخ ديوب       |
| 13    | إسبانيا   | حارس   | Edgar Badia         |

| الرقم | البلد     | المركز | اللاعب                                      |
| ----- | --------- | ------ | ------------------------------------------- |
| 14    | كولومبيا  | مدافع  | هيليبيلتون بالاسيوس                         |
| 15    | إسبانيا   | وسط    | أليكس كويادو (إعارة من نادي برشلونة)        |
| 16    | إسبانيا   | وسط    | فيدل تشافيس دي لا توري (v-c)                |
| 17    | إسبانيا   | وسط    | خوسيه                                       |
| 18    | فرنسا     | وسط    | راندي نتيكا (إعارة من رايو فايكانو)         |
| 19    | الأرجنتين | مهاجم  | إيزيكيل بونسه                               |
| 20    | إسبانيا   | وسط    | جيرارد غومباو                               |
| 21    | إسبانيا   | وسط    | عمر ماسكاريل                                |
| 22    | الأرجنتين | مدافع  | نيكولاس فرنانديز                            |
| 23    | إسبانيا   | مدافع  | كارلوس كليرك                                |
| 24    | إسبانيا   | مدافع  | بول ليرولا (إعارة من أولمبيك مارسيليا)      |
| 26    | إسبانيا   | مدافع  | John                                        |
| 40    | إسبانيا   | مدافع  | خوسيه أنخيل كارمونا (إعارة من نادي إشبيلية) |